# لوکا روستینی
لوکا روستینی (انگلیسی: Luca Rossettini؛ زادهٔ ۹ مهٔ ۱۹۸۵) بازیکن فوتبال اهل ایتالیا است.
از باشگاه‌هایی که در آن بازی کرده‌است می‌توان به باشگاه فوتبال کیه‌وو ورونا، باشگاه فوتبال بولونیا، باشگاه فوتبال روبور سیه‌نا، باشگاه فوتبال پادوا، و باشگاه فوتبال کالیاری اشاره کرد.
وی همچنین در تیم‌های ملی فوتبال زیر ۲۰ سال ایتالیا و زیر ۲۱ سال ایتالیا بازی کرده‌است.